# اوالد هرینگ
کارل اوالد کنستانتین هرینگ (به انگلیسی: Karl Ewald Konstantin Hering) (۵ اوت ۱۸۳۴–۲۳ ژانویه ۱۹۱۸) یک فیزیولوژیست آلمانی بود که تحقیقات زیادی در مورد بینایی رنگ، درک دو چشمی و حرکات چشم انجام داد. او نظریه فرایند مخالف (Opponent process) را در سال ۱۸۹۲ پیشنهاد داد.
هرینگ در گرسدورف در پادشاهی ساکسونی متولد شد، در دانشگاه لایپزیگ تحصیل کرد و اولین مدرس دانشگاه دانشگاه کارل در پراگ شد.